# Ашур, Радва
Радва Ашур (араб. رضوى عاشور‎; 26 мая 1946, Каир — 30 ноября 2014, Каир) — египетская писательница.

## Биография
Родилась в Эль-Маниале в семье Мустафы Ашура, юриста и энтузиаста литературы, и Май Аззам, поэтессы и художницы. В 1967 году окончила Каирский университет в Эль-Гизе со степенью бакалавра. В 1972 году получила степень магистра сравнительной литературы в том же университете. В 1975 году окончила Массачусетский университет в Амхерсте со степенью доктора философии по афроамериканской литературе. Её дипломная работа называлась: «В поисках чёрной поэтики: исследование афроамериканских критических произведений». Готовясь к защите докторской диссертации, была отмечена как первый докторант на английском языке, изучавший литературу афроамериканцев. Преподавала в Университете Айн-Шамс в Каире. В период с 1969 по 1980 год занималась учебой, воспитанием сына и была активисткой. В 1970 году вышла замуж за палестинского поэта Мурида Баргути. В 1977 году родила сына Тамима аль-Баргути, который затем стал поэтом. В том же году её муж был депортирован из Египта в Венгрию, но она вместе с сыном часто его там навещала.
С 1990 по 1993 год работала заведующей кафедрой английского языка и литературы на факультете искусств Университета Айн-Шамс, а также преподавала в университете и руководила направлением по исследованиям и диссертациям.
Затем вернулась в область литературной критики, где опубликовала сборник трудов в области прикладной критики, внесла свой вклад в «Энциклопедию арабского писателя» (2004 год), руководила переводом девятой части Кембриджской энциклопедии литературной критики (2005 год).
В период с 1999 по 2012 год опубликовала четыре романа и один сборник рассказов, наиболее важными из которых являются роман «Тантурия» (2011 год) и сборник анекдотических рассказов леди Янг.
В 2007 году была удостоена Международной литературной премии Константина Квависа в Греции, а в 2008 году опубликовала английский перевод антологии стихов Мурида Баргути под названием «Полночь и другие стихи».
Мурид Баргути написал множество писем и стихов, выражая свои искренние чувства к своей жене, а она, в свою очередь, также обменивалась с ним любовными письмами.
Умерла 30 ноября 2014 года после нескольких месяцев проблем со здоровьем.